# ニューヨーカー・ライオンズ
ニューヨーカー・ライオンズ（英語: New Yorker Lions）は、ドイツ連邦共和国のニーダーザクセン州ブラウンシュヴァイクに本拠地を置く、ドイツのセミプロリーグであるジャーマン・フットボール・リーグ（GFL）に所属するアメリカンフットボールのチーム。GFL北カンファレンスの所属。ホームスタジアムはアイントラハト・シュタディオン。ジャーマンボウル優勝、ユーロボウル優勝など数多くの記録を残しており、GFLで最も成功したチームと言われている。
2011年からチーム名に、スポンサーであり、ブラウンシュヴァイクに本社を置くアパレルメーカーのニューヨーカーの名が付けられた。